# Villa Giardino
Villa Giardino ist eine kleine Stadt in der Provinz von Córdoba in Argentinien. Dort lebten 2001 insgesamt 4.679 Einwohner. Es liegt etwa 85 km von der Hauptstadt Córdoba entfernt, an der Ruta Nacional 38, zwischen La Cumbre und La Falda. Vom INDEC wird es zum Ballungsraum der Letzteren Stadt gezählt, der insgesamt mehr als 30.000 Einwohner hat.

## Geschichte
Ursprünglich wurde die kleine Stadt von den Comechingones bewohnt, spanische Siedler etablierten zwei bedeutenden (estancias), sie wurden El Molino und Altos de San Pedro genannt. Mit der Ankunft der Eisenbahn im 19. Jahrhundert erfolgte in der Region eine erfolgreiche Entwicklung der lokalen Landwirtschaftsproduktion und der Abbau von Kalkstein.
Die Stadt wurde nach dem Landbesitzer Juan Giardino genannt, Besitzer von Altos de San Pedro und eine treibende Kraft in der Urbanisierung des Dorfes.

## Tourismus
Villa Giardino gilt nach Villa Carlos Paz und La Falda als bedeutender Ferienort der Sierras de Córdoba. Die Stadt ist ein guter Ausgangspunkt für naturorientierte Ausflüge wie Trekking, Paragliding oder Pferdeausritte in die umliegende Bergnatur. Das Klima ist gemäßigt und trocken sowie wegen der Höhenlage relativ kühl. Das wissen in den Ferienmonaten (Dezember, Januar, Februar) viele Menschen aus der dann schwülwarmen Metropole Buenos Aires, die den Hauptteil der Besucher des Ortes ausmachen, zu schätzen.

### Aktivitäten
Golf, Tennis, Wandern, Klettern, Felsenklettern, Paragliding, Bootsausflug, Pferdeausritt, ATV/Quad, Basketball, Fischen

### Attraktionen
Bar/Pub, Restaurant, Park und Garten, Vergnügungspark, Theater, Festival, Kunsthandwerk, natürliche Bäder, Thermalbad, Sauna, Türkisches Bad, Wellnessfarm, Beautycenter, Fitnesscenter.

## Sehenswürdigkeiten
Molino de Thea, Badeanstalt und Camping Portecelo, Badeanstalt und Camping San Pablo

## Der Garten von Punilla

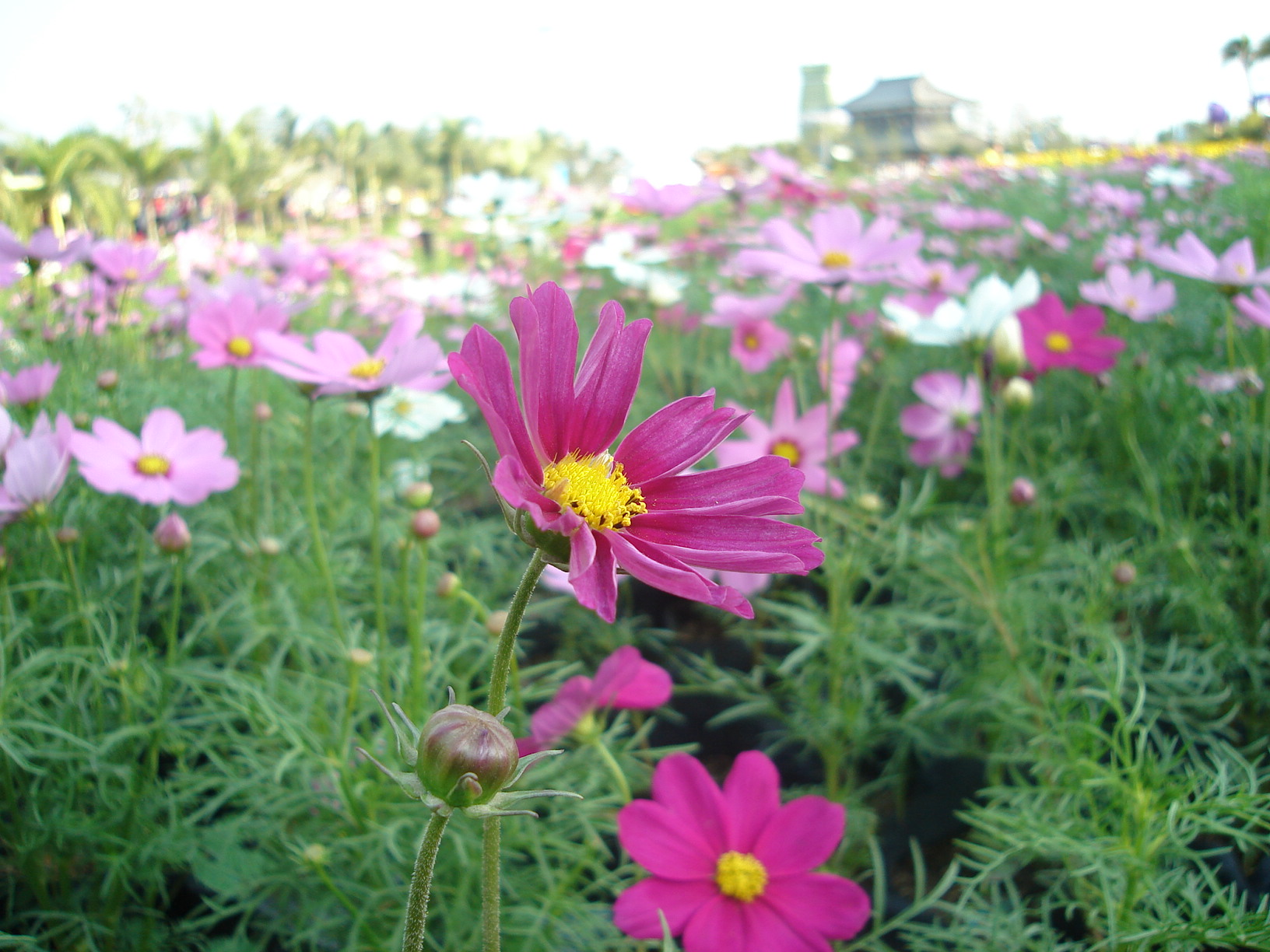
Schmuckkörbchen

In den Herbstmonaten verwandelt sich Villa Giardino in einem wundervollen Garten durch die vielen Schmuckkörbchen. Deshalb wird auch Villa Giardino El jardín de Punilla genannt. Die Einwohner von Giardino feiern seit dem Jahr 2005 die Cosmos-Fiesta.

## Cosmosfiesta
Mit der Unterstützung der Municipalidad de Villa Giardino und der Cooperativa Villa Giardino de Servicios Públicos, wird jährlich, um die Schmuckkörbchen (Cosmos) zu rühmen, die Cosmosfiesta gefeiert. An diesem Event beteiligen sich Musiker, Artisten, Studenten und selbstverständlich die Einwohner der Stadt.